# Teatro Eslava
Il teatro Eslava nacque come sala di teatro a Madrid, Spagna, situata in calle del Arenal. Promosso dall'impresario Bonifacio Eslava, fratello del musicista Hilarión Eslava, fu disegnato e costruito dall'architetto Bruno Fernández de los Ronderos e inaugurato il 30 settembre del 1871 con una capacità di 1.200 spettatori.

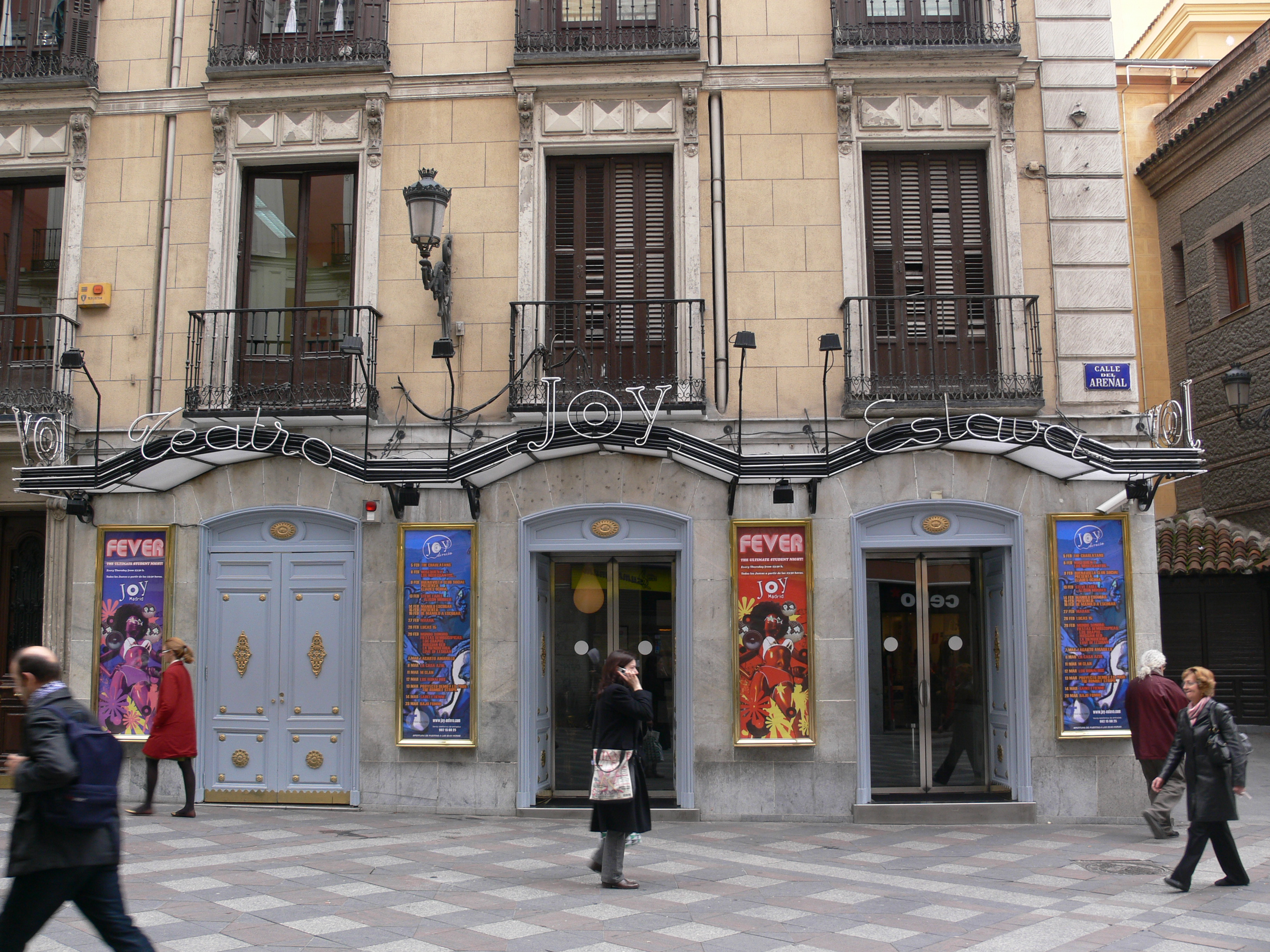
Ingresso del teatro Joy Eslava, 2008

Ai suoi inizi fu destinato a sala per concerti e magazzino di strumenti musicali. Tuttavia due anni più tardi, José Leyva appaltò il teatro convertendo il pianterreno in un caffè e facendo costruire un teatro di due piani dove si rappresentavano opere di genere leggero. Questo fatto fece sì che il caffè diventasse popolare in tutta Madrid. Il padrone del locale, più tardi cercò di riconvertire l'immagine del teatro cominciando ad adibirlo per manifestazioni di zarzuele.
Subì modifiche negli anni 1950 e 1979. Attualmente il teatro Eslava è stato riconvertito nella discoteca Joy Eslava.

## Aneddoti
Il giorno 2 marzo del 1923, lo scrittore Alfonso Vidal y Planas assassinò a bruciapelo il drammaturgo bilbaino Luis Antón de Olmet mentre presentava una delle sue opere nel teatro Eslava.